# 车站街道 (遂平县)
车站街道，是中华人民共和国河南省驻马店市遂平县下辖的一个乡镇级行政单位。

## 行政区划
车站街道下辖以下地区：
人民路社区、八里杨社区、付庄社区、焦庄社区、刘虎庄社区、罗子张社区、三官庙社区和王老庄社区。